# チャルームプラキアット郡 (ナコーンシータンマラート県)
座標: 北緯8度10分36秒 東経100度2分6秒 / 北緯8.17667度 東経100.03500度
チャルームプラキアット郡（チャルームプラキアットぐん）はタイ南部・ナコーンシータンマラート県にある郡（アムプー）である。

## 名称
チャルームプラキアットとは「（王の）御威光の祝賀」と言う意味である。

## 歴史
1996年12月5日、ラーマ9世（プーミポンアドゥンラヤデート）の即位50周年を記念してチエンヤイ郡から、タムボン・チエンカオ、タムボン・ドーントロー、タムボン・スワンルワンが、ロンピブーン郡からタムボン・ターンプーンが分離して設置された。

## 地理
郡は、コーン川、マイスリン川、チャマオ川、チョンプラターン川、チエンヤイ川などの形成した平地二位する。
交通は南北に国道408号線が通っており、北にナコーンシータンマラート方面、南にソンクラー方面と通じる。

## 経済
郡内の主な産業は農業であり、主要な作物はコメである。コメの他に、トウガラシ、ナス、ハクサイ、ツボクサ、トウモロコシ、スイカ、ケツルアズキ、イモ、カボチャ、ココヤシ、グアバなどが生産されているほか、畜産として、ウシ、ブタ、アヒル、ニワトリなどが生産されている。

## 行政区分
郡は4のタムボンに分かれ、さらにその下位に37の村（ムーバーン）がある。郡内に自治体（テーサバーン）はなく、4のタムボン行政体が設置されている。
| 1. タムボン・チエンカオ・・・ตำบลเชียรเขา 2. タムボン・ドーントロー・・・ตำบลดอนตรอ 3. タムボン・スワンルワン・・・ตำบลสวนหลวง 4. タムボン・ターンプーン・・・ตำบลทางพูน | Map of Tambon |